# Лагуна Кокос
Лагуна Кокос (англ. Cocos Lagoon) — природне, тропічне та стічне озеро в окрузі Коросаль, що в Белізі. Довжина до 2 км, а ширина до 1 км, і розкинуло свої плеса на висоті до 10 метрів. Знаходиться майже на узбережжі Карибського моря, зокрема неподалік його затоки-бухти Четумаль, куди впадає Сан-Хуан Канал (San Juan Canal), який витікає саме з озера.
Довкола озера лісові зарослі тропічного лісу та сільськогосподарські угіддя. Найближчі поселення: Літтл Беліз (Little Belize) на східному його березі та Прогрессо (Progresso) — в 2 кілометрах на захід.